# Nada que ver
Nada que ver es una serie animada escrita por la productora venezolana Plop TV y animada por la productora argentina Encuadre, originalmente emitida por la señal de cable Sony Entertainment Television dentro del bloque "Políticamente Incorrecto", el cual se emitía los martes. También es un programa de televisión de la Red PAT con alcance nacional en Bolivia.
La serie fue estrenada, junto con el bloque el 11 de junio de 2007, y fue originalmente cancelada luego de tres episodios emitidos debido a una polémica que se suscitó luego de la aparición caricaturizada de la presidenta chilena Michelle Bachelet en el tercer episodio de la serie, donde se mostraron escenas donde evidentemente se le hacían burlas sobre su vida sexual. La serie volvió al aire tras una decisión de los ejecutivos de SET, y se volvió a emitir desde su primer episodio desde el 14 de agosto del 2007.
La serie, cuya característica central es la irreverencia de su contenido, muestra variadas alusiones a personas importantes y/o famosas tanto del acontecer latinoamericano como mundial.

## Sinopsis
La estructura de la serie se divide en varios programas ficticios y segmentos separadas de una forma similar a la que se dividen los segmentos en la serie animada Pollo Robot, simulando un zapeo de canales. La secuencia inicial de la serie muestra a un técnico instalando una antena para luego prender un televisor, por el cual se emiten los programas.
Entre los programas ficticios y segmentos que se pueden distinguir se encuentran:
- Diana la del Túnel
- Coffee Time
- Amarillo N° 5
- Chupacabras Idol
- El Justiciero Vengador Rebelde Anónimo (The Rider)
- Super burro
- Casa de dobles
- Walter y los signos

La mayoría de los personajes importantes y/o famosos se pueden hallar en la serie protagonizando situaciones de broma y fuera de su campo profesional (Tales como Che Guevara y Diana de Gales en la telenovela ficticia Diana la del Túnel).
Pero aparece en un solo corte cuando cambia los canales por ejemplo:
- CM Estas viendo el Canal de La Mancha
- Esta Viendo Telefo
- Estas viendo el Canal de Panamá

Un comercial corto por 5 o 6 segundos por ejemplo:
- Evitar la Palabra Todos Felices al código 69 y puedes ganar..
- Evitar la Palabra Puma al ## y val Puma
- Envía la palabra Lucifer al 666 y podrás ganar...

## Controversias
Nada que ver.... es una serie que fue creada pensando en un humor irreverente y para ser emitida en un bloque programático dentro del cual también se emiten series como The Boondocks y Da Ali G Show, ambas series que también han causado polémica al hacer humor acerca de la política y mostrar un alto contenido de humor negro (y por tanto dirigidas a un público estrictamente adulto o a uno adolescente). Posee un contenido casi similar a la serie animada estadounidense South Park.
Por esta razón se puede ver un claro contenido de humor irreverente, ejemplos de esto se pueden ver en secciones como "El Justiciero Vengador Rebelde Anónimo" (The Rider), un motociclista (con una apariencia similar a Lorenzo Lamas en la serie El Renegado) que anda con su escopeta en búsqueda de artistas como Ricardo Arjona y Paulo Coelho, para matarlos y luego decir una frase que se relaciona directamente con el artista al que le dispara.

### Aparición de Michelle Bachelet
La mayor controversia de la serie se produjo en el tercer episodio de la serie animada, emitido el 25 de junio de 2007, debido a que en la sección "Coffee Time" (conducida y moderada por Coffee Chanan, una clara parodia del ex Secretario General de las Naciones Unidas Kofi Annan) se produjo la aparición de la presidenta chilena Michelle Bachelet, la cual aparece debido a una protesta de los demás presidentes latinoamericanos (Lula da Silva, Álvaro Uribe, Hugo Chávez, etc.) de que debido a su intervención en las cumbres los demás presidentes se han visto forzados a realizar actividades de carácter femenino (Entre las cuales se cuentan ballet, gastronomía, etc.) disfrazadas con nombres de actividades oficiales, con lo cual los presidentes sospechan que la presidenta Michelle Bachelet posee una vida sexual muy pobre. El episodio termina con Coffee Chanan sacándose la ropa frente a Michelle diciendo: "Bueno, Michelle, espero que te guste el café bien negrito...". La escena se hizo también disponible para ver en el sitio YouTube, siendo borrada una semana después por violación de derechos de autor.
El 27 de junio de 2007, el vicepresidente del Consejo Nacional de Televisión de Chile, Herman Chadwick, se pronunció sobre la aparición de Michelle Bachelet en Nada que ver, calificándola de ofensiva y que sobrepasa los límites del humor en televisión, atentando contra la dignidad de la propia presidenta, a pesar del hecho de que hasta ese momento no había visto ningún capítulo de la serie. Al día siguiente el diputado UDI Marcelo Forni realizó una solicitud al Consejo Nacional de Televisión para que se apliquen sanciones por la emisión del programa debido a que según su impresión atenta tanto contra la persona como contra el cargo de Presidenta de la República. En ambos casos ninguno de los dos tenía deseos manifestados de provocar la censura de la serie.

### Cancelación de la serie
El 29 de junio de 2007 Sony Entertainment Television envió un comunicado a la prensa venezolana anunciando la salida del aire de la serie animada, sin dar hasta ese momento explicaciones del motivo. Días después Miguel Ríos, director ejecutivo de marketing de SET, manifestó que la decisión de sacar la serie del aire se debió a la "recepción negativa" del público chileno por la aparición caricaturizada de Michelle Bachelet, a pesar del hecho de que las únicas personas que manifestaron su molestia fueron el vicepresidente del Consejo Nacional de Televisión de Chile y un diputado. A partir de ese momento la serie estaba declarada cancelada y con su futuro incierto, con lo que solo era posible ver imágenes de la serie en el sitio oficial de SET. El martes posterior a la cancelación de la serie animada, el horario que ocupaba la serie fue ocupado por la serie británica The IT Crowd, que al ser una serie que hasta la fecha tenía solo 6 episodios daba la impresión de en el tiempo en que Nada que ver estaba fuera del aire los productores de la serie como los ejecutivos de SET decidían si regresarla al aire o cancelarla en forma definitiva, así como también editar algunos de los episodios.
El 5 de junio de 2007, el presidente del Consejo Nacional de Televisión de Chile Jorge Navarrete, y el presidente del Comité Pro-Defensa Ciudadana Eduardo Yánez se reunieron para analizar el caso de la cancelación de la serie animada, manifestando molestia por las declaraciones de Herman Chadwick en contra de la serie debido a que no representan la opinión del Consejo Nacional de Televisión como organización, ya que esta ya había sido manifestada cuatro días después de emitirse el episodio polémico.

### Regreso al aire
El 25 de julio de 2007, el diario venezolano El Universal mostró un artículo que confirma el regreso de la serie animada al aire, que sería en la segunda semana de agosto de 2007. Según la prensa venezolana el anuncio no se quiso hacer oficial  por los ejecutivos debido a que primero se debió hacer el anuncio oficial a la prensa y medios latinoamericanos.
Sony Entertainment Television programó el regreso de la serie animada desde el primer episodio para el 14 de agosto de 2007.
Luego del regreso programado, el tercer capítulo excluyó de su contenido toda la secuencia de "Coffee Time" debido a la controversia generada por la aparición de la presidenta Michelle Bachelet. Esta versión censurada del programa es la que se pudo ver en lugar de la versión original que ahora solamente se expone en algunas página de Internet.